# Clay Aiken
Clay Aiken, né le 30 novembre 1978 à Raleigh, Caroline du Nord, aux États-Unis, est un chanteur et acteur américain, finaliste de la deuxième saison du télécrochet American Idol.

## Biographie
Il a été élevé dans la foi chrétienne baptiste. À l’adolescence, il a fréquenté l'église baptiste de Leesville et a été impliqué dans l'école biblique, la chorale et le groupe de jeunes.
En 2002, il a passé des auditions au début de la deuxième saison d'American Idol. Le 21 mai 2003, il est arrivé 2e après Ruben Studdard.
En 2004, il a écrit le livre « Apprendre à chanter : entendre la musique dans votre vie », qui a figuré sur la New York Times Best Seller list.

## Vie personnelle
Le 8 août 2008, Clay Aiken annonce la naissance de son fils sur son blog. La mère, Jaymes Foster, est la sœur du producteur David Foster.
Après plusieurs années de spéculations, il rend publique son homosexualité en septembre 2008 dans le magazine People.

## Discographie

### Albums studio
- Measure of a Man (2003)
- Merry Christmas with Love (2004)
- A Thousand Different Ways (2006)
- On My Way Here  (2008)
- Tried and True (2010)
- Steadfast (2012)

### Compilations
- The Very Best of Clay Aiken (2009)
- A Thousand Different Ways/Measure of a Man (2010)

### DVD
- A Clay Aiken Christmas (2004)
- Tried and True Live (2010)

## Awards
American Music Awards
- 2003 : Won - Fan's Choice Award
- 2003 : Nominated - Favorite Male Artist - Pop or Rock

Billboard Awards
- 2003 : Won - Best Selling Single of 2003 - « Bridge Over Troubled Water/This Is The Nig »ht
- 2004 : Won - Best Selling Christmas Album - Merry Christmas with Love
- 2004 : Won - Best Selling Christian Album - Merry Christmas with Love
- 2005 : Won - Best Selling Christian Album - Merry Christmas with Love

New Music Weekly Awards
- 2004 : Won - Top 40 Male Artist of the Year

American Christian Music Awards
- 2005 : Won - Outstanding Yule CD - Merry Christmas with Love

## Prestations àAmerican Idol
| Semaine                   | Thème                                      | Chanson                                                                             | Artiste                                       | Ordre | Résultat             |
| ------------------------- | ------------------------------------------ | ----------------------------------------------------------------------------------- | --------------------------------------------- | ----- | -------------------- |
| Audition                  | Free Choice                                | « Always and Forever »                                                              | Heatwave                                      | N/A   | Advanced             |
| Top 32/ Semifinal Group 2 | Free Choice                                | « Open Arms »                                                                       | Journey                                       | 1     | Top 3 Wild Card      |
| Wild Card                 | Free Choice                                | « Don't Let the Sun Go Down on Me »                                                 | Elton John                                    | 2     | Selected Public Vote |
| Top 12                    | Motown                                     | « I Can't Help Myself (Sugar Pie Honey Bunch) »                                     | Four Tops                                     | 7     | Safe                 |
| Top 11                    | Movie Soundtracks                          | « Somewhere Out There » - An American Tail                                          | Linda Ronstadt/ James Ingram                  | 4     | Safe                 |
| Top 10                    | Country Rock                               | « Someone Else's Star »                                                             | Bryan White                                   | 10    | Safe                 |
| Top 9                     | Disco                                      | « Everlasting Love »                                                                | Carl Carlton                                  | 4     | Safe1                |
| Top 8                     | Billboard #1                               | « At This Moment »                                                                  | Billy Vera                                    | 1     | Safe                 |
| Top 7                     | Billy Joel                                 | « Tell Her About It »                                                               | Billy Joel                                    | 7     | Safe                 |
| Top 6                     | Diane Warren                               | « I Could Not Ask for More »                                                        | Edwin McCain                                  | 2     | Safe                 |
| Top 5                     | 1960s Neil Sedaka                          | « Build Me Up Buttercup » « Solitaire »                                             | The Foundations Neil Sedaka                   | 5 10  | Safe                 |
| Top 4                     | Bee Gees                                   | « To Love Somebody » « Grease »                                                     | Bee Gees Frankie Valli                        | 2 6   | Safe                 |
| Top 3                     | Random Choice Judges' Choice Idol's Choice | « Vincent » « Mack the Knife » « Unchained Melody »                                 | Don McLean Bobby Darin The Righteous Brothers | 3 6 9 | Safe                 |
| Top 2                     | Finale                                     | « This Is the Night » « Here, There and Everywhere » « Bridge over Troubled Water » | Clay Aiken The Beatles Simon & Garfunkel      | 2 4 6 | Runner-Up            |

### Télévision
- 2005 : Scrubs : Kenny (saison 4, épisode 17)

- 2011 : Drop Dead Diva : Tyler Callahan (saison 3, épisode 5)

- 2012 : The Office : lui-même (saison 9, épisode 25)